# Цамбель, Самуэль
Самуэль Цамбель (словац. Samuel Czambel; 24 августа 1856, Словенска Люпча, Королевство Венгрия — 18 декабря 1909, Будапешт) — словацкий учёный-языковед, славист, филолог, переводчик.

## Биография
С 1876 изучал право, а затем славистику на философском факультете Будапештского университета. Продолжил учёбу в Вене и Карловом университете в Праге. Ученик Мартина Гаттала.
C 1879 работал в департаменте переводов в Будапеште, где занимался переводами на словацкий язык законов Австро-Венгрии. В 1887—1896 — редактировал правительственную газету «Словацкие новости».
В 1899 году стал секретарём министерства. С 1906 года работал руководителем Центра переводов в Министерстве внутренних дел империи.
Похоронен на Народном кладбище в Мартине (Словакия).

## Научная деятельность
Внёс значительный вклад в создание современной орфографии словацкого языка. Его аналитические исследования и нормотворческая работа в области орфографии, фонетики, морфологии и создании словарей оказали решающее влияние на формирование современного литературного словацкого языка.
Опубликовал ряд работ по лингвистическим исследованиям, в частности, «Материалы к истории словацкого языка» (1887), «Словацкая орфография» (1890), «Очерки о словацкой орфографии» (1891) «Новый словацко-венгерский словарь» (1891), «Руководство по литературному словацкому языку» (1902).
Важную роль в стабилизации словацкого языка сыграла кодификация С. Цамбеля. В его работе 1902 года «Руководство по литературному словацкому языку» (Rukoväť spisovnej reči slovenskej) были отражены поправки, внесённые в литературную норму в соответствии с тенденциями языкового развития и взглядами того времени на литературный язык. В 1916 и 1919 годах эта книга была переиздана Й. Шкультеты с рядом дополнений и изменений, в течение 30 лет она являлась основным пособием, содержащим нормы словацкого языка.
Фольклорист. Занимался сбором и публикацией словацких народных сказок и преданий.

## Избранные работы
- A tót hangtan (1880)
- Príspevky k dejinám jazyka slovenského (1887)
- Slovenský pravopis (1890)
- K reči o slovenskom pravopise (1891)
- Potreba nového slovníka slovenského a maďarského (1891)
- Rukoväť spisovnej reči slovenskej (1902, 2 изд. 1915, 3 изд. 1919)
- A tótok elcsehesítése, vagy eloroszítása (1902)
- A cseh-tót invázió (1902)
- A cseh-tót nemzetegység múltja, jelene és jövője (1902)
- Slováci a ich reč (1903)
- Slovenská reč a jej miesto v rodine slovanských jazykov (1906).